# Agoel (rivier)
De Agoel (Russisch: Агул) is een 347-kilometer lange rivier in het zuiden van de Russische kraj Krasnojarsk en een rechterzijrivier van de Kan.
De rivier ontspringt uit een aantal bergmeren op de noordelijke hellingen van de Agoelskieje Belki van de Oostelijke Sajan op ongeveer 40 kilometer ten noorden van de hoogste berg van de kraj; de Grandiozny (2922 meter). De rivier stroomt overwegend in noordelijke richting. In de bovenloop heeft de Agoel het karakter van een bergrivier. De linkerbronrivier Bolsjoj Agoel (Grote Agoel) ontspringt vanuit het noordelijke deel van het Agoelskojemeer. De Maly Agoel (Kleine Agoel) is een smalle onbevaarbare stenige sterk slingerende kreek met veel stroomversnellingen. Vanaf de plek waar de Maly en de Bolsjoj Agoel samenvloeien, wordt de rivier Agoel genoemd.
De bovenloop ligt in het natuurgebied zakaznik Tajbinski (toegang voor toeristen alleen met speciale toestemming), waar een groot aantal beschermde diersoorten leven, zoals het siberisch muskushert, de altajmaral (Cervus canadensis sibiricus), de eland, sabelmarter, Europese nerts, blauwe reiger, zwarte ooievaar, visarend, auerhoen, taimen en vlagzalm. Hier bevinden zich ook een aantal landschappen en fauna die karakteristiek voor de bergtaiga zijn. Ook leven er veel bruine beren.
Langs de rivier bevinden zich de overblijfselen van een oude goudmijn. De eerste gouddelvers in de 19e eeuw haalden het goud met de hand uit de bodem. Momenteel wordt er goud gewonnen met behulp van schoepraderen die het tot 4 à 5 meter diep weghalen.